# انتخابات مجلس الشعب المصري 2005
أُجريت الانتخابات البرلمانية في مصر على ثلاث مراحل في نوفمبر وديسمبر 2005 لانتخاب 444 من أصل 454 عضواً في مجلس الشعب. شكّلت هذه الانتخابات المجلس الثامن منذ اعتماد دستور 1971. تنافس ما مجموعه 5267 مرشحاً في 222 دائرة انتخابية على المقاعد 444 المنتخبة في المجلس.
وجاءت هذه الانتخابات بعد شهرين فقط من أول انتخابات رئاسية متعددة المرشحين في تاريخ مصر، إذ كانت إجراءات التصويت السابقة تتم عبر استفتاء عام. ورغم أن الحزب الوطني الديمقراطي الحاكم حافظ على أغلبيته وسيطرته على المجلس بـ311 مقعداً (72%)، حقق الإخوان المسلمون مكاسب غير مسبوقة بحصولهم على 88 مقعداً، بينما حصل باقي أحزاب المعارضة على 24 مقعداً. ويُعين الرئيس عشرة مقاعد إضافية، بينما ظل 12 مقعداً غير محسوم في نهاية الجولة النهائية في انتظار أحكام القضاء.
وتكتسب هذه الانتخابات أهمية إضافية نظراً لأن أي حزب يجب أن يحقق نسبة 5% من مقاعد المجلس ليتمكن من ترشيح مرشح في الانتخابات الرئاسية المصرية 2011.

## النظام الانتخابي
جرت العملية الانتخابية على ثلاث مراحل من 7 نوفمبر إلى 9 ديسمبر 2005 باستخدام الفوز للأكثر أصواتا، مع أكثر من 32 مليون ناخب مسجل في 222 دائرة انتخابية. بدأ التسجيل الرسمي للمرشحين في 12 أكتوبر 2005.
يقتصر دور الشرطة على الحفاظ على الأمن والنظام في مراكز الاقتراع دون التدخل في عملية التصويت أو دخول محطات الاقتراع.
أُجريت المرحلة الأولى يوم الأربعاء 9 نوفمبر، مع جولة إعادة يوم الثلاثاء 15 نوفمبر، وكان هناك 10.7 مليون ناخب مسجل شملوا 8 محافظات مصرية: القاهرة، الجيزة، محافظة المنوفية، بني سويف، أسيوط، محافظة المنيا، محافظة مطروح ومحافظة الوادي الجديد.
أُجريت المرحلة الثانية يوم الأحد 20 نوفمبر، مع جولة إعادة يوم السبت 26 نوفمبر، وكان هناك 10.5 مليون ناخب مسجل شملوا 9 محافظات مصرية: الإسكندرية، محافظة البحيرة، محافظة الإسماعيلية، محافظة بورسعيد، محافظة السويس، محافظة القليوبية، محافظة الغربية، الفيوم وقنا.
أُجريت المرحلة الثالثة في 1 ديسمبر، مع جولة إعادة يوم الأربعاء 7 ديسمبر، وكان هناك 10.6 مليون ناخب مسجل شملوا 9 محافظات مصرية: محافظة الدقهلية، محافظة الشرقية، كفر الشيخ، محافظة دمياط، سوهاج، أسوان، محافظة البحر الأحمر، محافظة جنوب سيناء ومحافظة شمال سيناء.

## الأحزاب المتنافسة
أسفرت الانتخابات البرلمانية المصرية 2000 عن توزيع المقاعد التالي في المجلس السابع:
- الحزب الوطني الديمقراطي - 417
- حزب الوفد الجديد - 6
- حزب التجمع الوطني التقدمي الوحدوي - 5
- الحزب العربي الديمقراطي الناصري - 1
- حزب الأحرار الاشتراكيين المصري - 1
- المستقلون - 14
- الأعضاء غير المنتخبين - 10

في البداية حصل الحزب الوطني الديمقراطي على 40% فقط من المقاعد، لكن العديد من المستقلين غيّروا انتماءهم السياسي وعادوا إلى الحزب الوطني الديمقراطي مما منحه أغلبيته الكبيرة.

## الحملة
تبدأ فترة الحملة رسمياً فور الإعلان عن القائمة النهائية للمرشحين وتنتهي قبل يوم الانتخابات بيوم واحد. وفي حالة جولة الإعادة، تبدأ الحملة من جديد في اليوم التالي لإعلان النتائج وتنتهي قبل يوم الانتخابات بيوم واحد.  
تُحدد نفقات الحملة بما لا يزيد عن 70,000 جنيه، مع فرض قيود على أي دعم مالي أو تأييد من جهات أجنبية. كما تُفرض قيود على استخدام المرافق العامة (النقل، المباني، شركات القطاع العام، وكذلك الشركات التي تمتلك الدولة أسهماً فيها).

## سير العملية
المراقبون الرسميون للانتخابات هم السلطة القضائية والمجلس القومي لحقوق الإنسان (NCHR) الحكومي. وقد تعهدت أكثر من 30 منظمة لحقوق الإنسان، وجماعات مجتمع مدني ومنظمات غير حكومية بمراقبة الانتخابات. طلبت السلطة القضائية من منظمات المجتمع المدني تشكيل "الهيئة الوطنية لمراقبة الانتخابات" لتتولى الإشراف على العملية الانتخابية. كما ستقوم هذه الهيئة باستبدال صندوق أوراق الاقتراع الخشبي بآخر شفاف (وقد تم ذلك هذا العام)، ووضعت كاميرا مراقبة داخل مراكز الاقتراع لتوفير مراقبة دائمة لعملية الانتخاب (قيد الدراسة حالياً ويتم تنفيذها جزئياً من قبل وسائل الإعلام)، وبث عملية فرز الأصوات مباشرة على التلفزيون الرسمي.
سعى نظام مبارك للسيطرة المحكمة على الانتخابات البرلمانية لصالح الحزب الوطني الديمقراطي، حيث تم تسجيل العديد من الانتهاكات وسقط العديد من القتلى. وأشارت إحدى منظمات حقوق الإنسان إلى أن قوات الأمن أغلقت 100 لجنة اقتراع في أربع محافظات (الشرقية، الدقهلية، دمياط، كفر الشيخ)، كما منعت مؤيدي مرشحي المعارضة من دخول اللجان التي بقيت مفتوحة، بينما سمحت لمؤيدي الحزب الوطني بالدخول (مدرسة البحرين، دائرة أبو حماد، محافظة الشرقية، لجنة رفح (الدائرة الثانية)، محافظة شمال سيناء).  
وفي جولة الإعادة للمرحلة الثانية، أُغلقت 26 لجنة اقتراع في خمس محافظات (الإسكندرية، بورسعيد، الفيوم، البحيرة، قنا).
في المرحلتين الثانية والثالثة، قامت صفوف من ضباط الشرطة المجهزين بمعدات مكافحة الشغب بمحاصرة العديد من مراكز الاقتراع في معاقل الإخوان المسلمين، حيث رد المؤيدون برشق الحجارة وقنابل المولوتوف. وفي أحد الأيام، قتلت قوات الأمن ثمانية أشخاص، وخلال مجمل الانتخابات أُصيب مئات الناخبين واعتُقل أكثر من 1000 شخص، معظمهم من مؤيدي الجماعة. وبنهاية الانتخابات بلغ العدد الإجمالي للقتلى 13 شخصاً.

## النتائج
|                                 |                                   |            |        |         |      |
| الحزب                           | الحزب                             | الأصوات    | %      | المقاعد | +/–  |
|                                 | الحزب الوطني الديمقراطي           |            |        | 324     | –29  |
|                                 | حزب الوفد الجديد                  |            |        | 6       | –1   |
|                                 | حزب الكرامة                       |            |        | 2       | جديد |
|                                 | حزب الغد                          |            |        | 2       | جديد |
|                                 | حزب التجمع الوطني التقدمي الوحدوي |            |        | 2       | –4   |
|                                 | الإخوان المسلمون (مستقلون)        |            |        | 88      | +71  |
|                                 | مستقلون                           |            |        | 8       | –47  |
| تعيينات رئاسية                  | تعيينات رئاسية                    |            |        | 10      | 0    |
| شاغر                            | شاغر                              |            |        | 12      | –    |
| المجموع                         | المجموع                           |            |        | 454     | 0    |
|                                 |                                   |            |        |         |      |
| الأصوات الصحيحة                 | الأصوات الصحيحة                   | 8٬488٬358  | 96.56  |         |      |
| الأصوات الباطلة والفارغة        | الأصوات الباطلة والفارغة          | 302٬350    | 3.44   |         |      |
| مجموع الأصوات                   | مجموع الأصوات                     | 8٬790٬708  | 100.00 |         |      |
| الناخبين المسجلين ومعدل الإقبال | الناخبين المسجلين ومعدل الإقبال   | 31٬253٬417 | 28.13  |         |      |
| المصدر: IRI, IFES               |                                   |            |        |         |      |

في 12 ديسمبر 2005، عيَّن الرئيس مبارك عشرة أعضاء في المجلس. من بين المعيَّنين، خمسة رجال وخمس نساء، وأربعة منهم أقباط. وكان الأعضاء المعيَّنون:
- محمد دكروري، مستشار الرئيس
- أحمد عمر هاشم، رئيس سابق لجامعة الأزهر
- إدوارد غالي الذهبي، محامٍ
- رمزي الشاعر، رئيس سابق لجامعة الزقازيق وأستاذ القانون الدستوري
- إسكندر غطاس، مساعد وزير العدل
- زينب رضوان، عميدة سابقة لكلية الدراسات العربية والإسلامية بجامعة القاهرة (أصبحت وكيلة المجلس)
- جورجيت صبحي، عضو المجلس القومي للمرأة
- إبراهيم حبيب، رئيس مصلحة الشهر العقاري
- سيادة إلهامي، عالمة اجتماع
- سناء البنا، رئيسة الشركة القابضة للبتروكيماويات

## وصلات خارجية
- تقرير المنظمة المصرية لحقوق الإنسان
- ملف الأهرام في الانتخابات البرلمانية
- إسرائيل ومصر في الانتخابات
- برنامج الإخوان المسلمين